# Battaglia di Cumberland Gap (giugno 1862)
La battaglia di Cumberland Gap è stato un episodio della campagna del Kentucky della guerra di secessione americana che portò all'occupazione da parte dell'esercito nordista del Cumberland Gap (un passo di montagna nella catena degli Appalachi).

## Contesto
Durante la prima fase della guerra civile, i confederati avevano creato, sotto il comando del generale Albert Sidney Johnston, una linea di fortificazioni che, attraverso il Kentucky ed il Tennessee, arrivava fino in Missouri. Il centro di questa linea era la città di Bowling Green (Kentucky) mentre i due estremi erano rappresentati dall'isola numero 10 sul fiume Mississippi e dal Cumberland Gap.
All'inizio del 1862 l'esercito nordista aveva ottenuto buoni successi sul teatro occidentali con una serie di importanti vittorie a Mill Springs, Fort Donelson e sull'isola numero 10 che avevano spezzato la linea difensiva sudista in vari punti chiave.

## La battaglia
Nel marzo 1862 il brigadiere generale nordista George Washington Morgan inviò una brigata sotto il comando di Samuel Perry Carter contro le forze sudiste poste a difesa del lato orientale del Cumberland Gap ma le posizioni dei confederati erano ben fortificate e non permettevano un attacco diretto. Inoltre la brigata di Carter non aveva a disposizione sufficiente artiglieria per competere con le batterie nemiche.
In aprile Morgan decise di tentare una nuova sortita e, alla testa delle sue altre brigate, raggiunse Carter. Morgan propose inoltre al suo superiore, il maggiore generale Don Carlos Buell di minacciare la vicina Chattanooga (in Tennessee) in modo tale da attrarre le forze confederate verso quella città alleggerendo la difesa del Cumberland Gap.
Al tempo stesso il generale Edmund Kirby Smith, comandante dell'esercito sudista nel Kentucky orientale propose di allontanare le truppe nordista dal Cumberland Gap minacciando la città di Nashville ma il suo piano non venne approvato.
Al contrario Buell decise di accontentare la proposta di Morgan e incaricò il brigadiere generale James Scott Negley di attaccare Chattanooga
Kirby Smith ordinò a Stevenson di ritirarsi verso Chattanooga per contrastare l'attacco di Negley e le truppe nordiste poterono avanzare nel difficile terreno del Cumberland Gap. Dopo due settimane Morgan riuscì a raggiungere il controllo del passo di montagna senza perdere un solo uomo.

## Conseguenze
Nonostante le difficoltà logistiche dovute alla lontananza dalla linee di rifornimento nordiste, Morgan era riuscito a prendere il controllo di un'area di importante valore strategico.
Nel settembre 1862 tuttavia Morgan fu costretto ad abbandonare il Cumberland Gap a seguito dell'invasione del Kentucky ad opera del generale confederato Braxton Bragg.